# Nenad Kovačević
Nenad Kovačević (ur. 11 listopada 1980 w Kraljevie) – serbski piłkarz występujący na pozycji pomocnika.

## Życiorys

### Kariera klubowa
Kovačević zawodową karierę rozpoczynał w 1996 roku w klubie Sloga Kraljevo. Potem był graczem zespołów Jedinstvo Ub oraz Big Bull Bačinci. W 1999 roku został graczem pierwszoligowego Borac Čačak. W 2000 roku spadł z nim do drugiej ligi. Wówczas odszedł do Budućnostu Banatski Dvor.
W 2002 roku podpisał kontrakt z Crveną Zvezdą Belgrad. W 2004 roku zdobył z nim mistrzostwo Serbii i Czarnogóry oraz Puchar Serbii i Czarnogóry. W 2006 roku ponownie zdobył z zespołem mistrzostwo oraz puchar kraju.
Latem 2006 roku przeszedł do francuskiego RC Lens. W Ligue 1 zadebiutował 9 września 2006 w wygranym 3:0 meczu z Valenciennes FC. Od czasu debiutu Kovačević był podstawowym graczem Lens. W 2008 roku spadł z klubem do Ligue 2, ale po roku powrócił z nim do Ligue 1.

### Kariera reprezentacyjna
W drużynie narodowej Kovačević 12 lutego 2003 w zremisowanym 2:2 meczu eliminacji Mistrzostw Europy 2004 z Azerbejdżanem.